# Simianus oshimanus
Simianus oshimanus is een keversoort uit de familie Callirhipidae. De wetenschappelijke naam van de soort is voor het eerst geldig gepubliceerd in 1973 door Nakane.